# Мій тато — герой (фільм, 1994)
«Мій тато — герой» (англ. My Father the Hero) — американська кінокомедія режисера Стіва Майнера. Рімейк французького фільму Мій тато — герой.

## Сюжет
Довгоочікувана зустріч із донькою, якої Андре не бачив багато років після розлучення з дружиною, виявилася більш ніж несподіваною. За роки розлуки він так відвик від ролі батька, що поведінка доньки-підлітка постійно його бентежить. Чого варта одна її пропозиція розіграти перед людьми закохану парочку!

## В ролях
- Жерар Депардьє — Андре
- Кетрін Гейгл — Ніколь
- Стівен Тоболовскі — Майк
- Лорен Гаттон — Меган
- Далтон Джеймс — Бен
- Фейт Прінс — Даяна
- Енн Герн — Стелла
- Робін Пітерсон — Доріс